# Oporinia sandbergi
Oporinia sandbergi är en fjärilsart som beskrevs av Lampa 1885. Oporinia sandbergi ingår i släktet Oporinia och familjen mätare. Inga underarter finns listade i Catalogue of Life.